# 希尔姆
希尔姆是奥地利布尔根兰州马特斯堡县的一个市镇。总面积3.11平方公里，总人口907人，人口密度291.6人/平方公里（2001年）。